# Хърватско радио и телевизия
Хърватското радио и телевизия (на хърватски: Hrvatska radiotelevizija, HRT) е държавното обществено радио и телевизия в Хърватия.

## Телевизия

### Канали
- ХРТ 1 (или Първа програма): Първи канал на ХРТ, известен преди като ТВЗ 1. Това е общ канал с ежедневни новини по света, документални филми, религиозни програми, сериали и филми.
- ХРТ 2 (или Втора програма): Втори канал на ХРТ, известен преди като ТВЗ 2. Използва се предимно за спортни предавания и развлекателни програми. Каналът е известен със своите обширни кадри от ретро филми. Излъчва и образователни програми.
- ХРТ 3 (или Трета програма): Трети канал на ХРТ, използван предимно за култура, филми и документални филми. Той стартира през септември 2012 г.[1]
- ХРТ 4 (или Четвърта програма): Четвърти канал на ХРТ, излъчващ новинарски програми. Той стартира през декември 2012 г.[2]
- ХРТ Интернационал, по-рано ХРТ 5 (или Пета програма): Пети и международен канал на ХРТ, излъчващ широка гама от програми от вътрешните си канали за хърватските диаспори в Европа, Северна Америка, Австралия и Нова Зеландия.[3]

#### Регионални
- ХРТ Чаковец – Вараждин (HRT regionalni centar Čakovec-Varaždin)
- ХРТ Осиек (HRT regionalni centar Osijek)
- ХРТ Риека – Пула (HRT regionalni centar Rijeka-Pula)
- ХРТ Сплит – Дубровник  (HRT regionalni centar Split-Dubrovnik)
- ХРТ Задар – Шибеник – Книн (HRT regionalni centar Zadar-Šibenik-Knin)

## Радио

### Национални станции
Трите национални станции са достъпни на FM и DAB+ в цялата страна, и се предават на живо през интернет.
- ХР 1 – Основна радиостанция на национално ниво, излъчва основно по-сериозни теми. Новини на всеки пълен час със стара и местна поп музика.
- ХР 2 – Излъчва развлекателни програми, включително популярна музика, с новини, последвани от отчети за трафика след половин час.
- ХР 3 – Излъчва класическа музика и радиодрама.

### Регионални станции
- ХР Дубровник – със седалище в Дубровник, покрива Дубровнишко-неретванска жупания
- ХР Книн – със седалище в Книн, покрива Шибенишко-книнска жупания
- ХР Осиек – със седалище в Осиек, покрива Осиешко-баранска жупания
- ХР Пула – със седалище в Пула, покрива Истрийска жупания
- ХР Риека – със седалище в Риека, покрива Приморско-горанска жупания
- ХР Слйеме – със седалище в Загреб, покрива града и жупаниите на Северна Хърватия
- ХР Сплит – със седалище в Сплит, покрива Сплитско-далматинска жупания
- ХР Задар – със седалище в Задар, покрива Задарска жупания

## Лого
- 1990 г.
- 1990 – 1999 г.
- след 2000 г. (в черни ленти)